# Alpské lyžování na Zimních olympijských hrách 2022 – obří slalom muži
Obří slalom mužů na Zimních olympijských hrách 2022 konal 13. února 2022 jako čtvrtý mužský závod v alpském lyžování pekingské olympiády na sjezdovce Národního centra alpského lyžování v obvodu Jen-čching. 
První kolo se jelo od 10.15 hodin místního času v hustém sněžení, špatné viditelnosti a se závějemi sněhu podél branek. Někteří po vyřazení dojížděli do prostoru cíle stále po trati, aby se vyhnuli vysokému sněhu, čímž ohrožovali plynulost závodu. Úprava pisty si vyžádala odložení druhého kola o 75 minut na 15.00 hodin. Do závodu nastoupilo 87 lyžařů ze 60 výprav a dokončilo jej pouze 46 z nich. Olympijský závod s tradiční účastí slalomářů z méně lyžařsky vyspělých zemí znamenal i větší časové ztráty. Na posledním místě se umístil Jamajčan Benjamin Alexander, který za vítězem zaostal o více než jednu minutu.
Obhájce olympijského zlata Rakušan Marcel Hirscher ukončil v září 2019 závodní kariéru. Stříbrný medailista z roku 2018 Nor Henrik Kristoffersen i bronzový Francouz Alexis Pinturault se do závodu kvalifikovali. Norský lyžař skončil osmý a francouzský závodník pátý. V předchozí části probíhající sezóny Světového poháru 2021/2022 se konalo šest obřích slalomů. Vedení v průběžné klasifikaci držel Švýcar Marco Odermatt před Rakušanem Manuelem Fellerem a Kristoffersenem. Úřadujícím mistrem světa z roku 2021 byl Francouz Mathieu Faivre.

## Medailisté
Olympijským vítězem se stal hlavní favorit Švýcar Marco Odermatt. Po nejrychlejším úvodním kole udržel vedení druhým nejrychlejším časem ve druhé jízdě, přestože po první fázi vyměnil lyže. Průběžný lídr celkové klasifikace Světového poháru tak vylepšil sedmou příčku ze sjezdu a získal první medaili z vrcholné světové akce.
Stříbrný kov si odvezl Slovinec Žan Kranjec, který na vítěze ztratil 19 setin sekundy. Po osmé příčce z úvodního kola mu posun na stupně vítězů zajistila výrazně nejlepší druhá jízda ve startovním poli. Vítěz dvou obřích slalomů ve Světovém poháru vybojoval první medaili z velké světové soutěže. Pro bronzový kov si dojel Francouz Mathieu Faivre, který pouze v této disciplíně startoval již na olympiádách v Soči 2014 i Pchjongčchangu 2018. I pro něj se jednalo o první medailový zisk ze závodu „zpod pěti kruhy“.

## Výsledky
| P                                                                  | SČ | závodník                | stát                   | 1. kolo              | 1. kolo              | 2. kolo              | 2. kolo              | celkový výsledek     | celkový výsledek     |
| P                                                                  | SČ | závodník                | stát                   | čas                  | poř.                 | čas                  | poř.                 | čas                  | ztráta               |
| ------------------------------------------------------------------ | -- | ----------------------- | ---------------------- | -------------------- | -------------------- | -------------------- | -------------------- | -------------------- | -------------------- |
| Zlatá olympijská medaile                                           | 4  | Marco Odermatt          | Švýcarsko              | 1:02,93              | 1.                   | 1:06,42              | 2.                   | 2:09,35              | –                    |
| Stříbrná olympijská medaile                                        | 13 | Žan Kranjec             | Slovinsko              | 1:03,71              | 8.                   | 1:05,83              | 1.                   | 2:09,54              | +0,19                |
| Bronzová olympijská medaile                                        | 5  | Mathieu Faivre          | Francie                | 1:03,01              | 3.                   | 1:07,68              | 13.                  | 2:10,69              | +1,34                |
| 4.                                                                 | 16 | River Radamus           | Spojené státy americké | 1:03,79              | 9.                   | 1:07,16              | 5.                   | 2:10,95              | +1,60                |
| 5.                                                                 | 17 | Thibaut Favrot          | Francie                | 1:03,12              | 5.                   | 1:07,92              | 14.                  | 2:11,04              | +1,69                |
| 5.                                                                 | 6  | Alexis Pinturault       | Francie                | 1:03,99              | 11.                  | 1:07,05              | 4.                   | 2:11,04              | +1,69                |
| 7.                                                                 | 8  | Gino Caviezel           | Švýcarsko              | 1:03,90              | 10.                  | 1:07,30              | 6.                   | 2:11,20              | +1,85                |
| 8.                                                                 | 1  | Henrik Kristoffersen    | Norsko                 | 1:03,05              | 4.                   | 1:08,20              | 18.                  | 2:11,25              | +1,90                |
| 9.                                                                 | 32 | Joan Verdú Sánchez      | Andorra                | 1:04,48              | 13.                  | 1:06,80              | 3.                   | 2:11,28              | +1,93                |
| 10.                                                                | 3  | Filip Zubčić            | Chorvatsko             | 1:04,69              | 15.                  | 1:07,40              | 9.                   | 2:12,09              | +2,74                |
| 11.                                                                | 25 | Raphael Haaser          | Rakousko               | 1:04,99              | 17.                  | 1:07,40              | 9.                   | 2:12,39              | +3,04                |
| 12.                                                                | 20 | Tommy Ford              | Spojené státy americké | 1:05,07              | 19.                  | 1:07,34              | 7.                   | 2:12,41              | +3,06                |
| 13.                                                                | 18 | Erik Read               | Kanada                 | 1:04,77              | 16.                  | 1:07,67              | 12.                  | 2:12,44              | +3,09                |
| 14.                                                                | 10 | Marco Schwarz           | Rakousko               | 1:05,04              | 18.                  | 1:07,43              | 11.                  | 2:12,47              | +3,12                |
| 15.                                                                | 22 | Adam Žampa              | Slovensko              | 1:05,86              | 21.                  | 1:08,05              | 16.                  | 2:13,91              | +4,56                |
| 16.                                                                | 35 | Andreas Žampa           | Slovensko              | 1:06,15              | 23                   | 1:08,16              | 17.                  | 2:14,31              | +4,96                |
| 17.                                                                | 53 | Albert Popov            | Bulharsko              | 1:07,60              | 27.                  | 1:07,34              | 7.                   | 2:14,94              | +5,59                |
| 18.                                                                | 33 | Maarten Meiners         | Nizozemsko             | 1:06,03              | 22.                  | 1:09,45              | 20.                  | 2:15,48              | +6,13                |
| 19.                                                                | 38 | Kryštof Krýzl           | Česko                  | 1:07,29              | 26.                  | 1:08,27              | 19.                  | 2:15,56              | +6,21                |
| 20.                                                                | 29 | Julian Rauchfuss        | Německo                | 1:08,23              | 30.                  | 1:07,99              | 15.                  | 2:16,22              | +6,87                |
| 21.                                                                | 49 | Samuel Kolega           | Chorvatsko             | 1:06,53              | 24.                  | 1:10,75              | 23.                  | 2:17,28              | +7,93                |
| 22.                                                                | 52 | Barnabás Szőllős        | Izrael                 | 1:07,89              | 28.                  | 1:10,04              | 21.                  | 2:17,93              | +8,58                |
| 23.                                                                | 43 | Louis Muhlen-Schulte    | Austrálie              | 1:08,44              | 32.                  | 1:10,04              | 21.                  | 2:18,48              | +9,13                |
| 24.                                                                | 23 | Trevor Philp            | Kanada                 | 1:07,14              | 25.                  | 1:11,94              | 24 .                 | 2:19,08              | +9,73                |
| 25.                                                                | 51 | Jack Gower              | Irsko                  | 1:08,30              | 31.                  | 1:12,26              | 25.                  | 2:20,56              | +11,21               |
| 26.                                                                | 57 | Miks Zvejnieks          | Lotyšsko               | 1:09,59              | 33.                  | 1:13,04              | 26.                  | 2:22,63              | +13,28               |
| 27.                                                                | 12 | Stefan Brennsteiner     | Rakousko               | 1:02,97              | 2.                   | 1:22:01              | 40.                  | 2:24,98              | +15,63               |
| 28.                                                                | 58 | Matthieu Osch           | Lucembursko            | 1:10,60              | 34.                  | 1:15,94              | 28.                  | 2:26,54              | +17,19               |
| 29.                                                                | 60 | Komiljon Tuchtajev      | Uzbekistán             | 1:12,77              | 35.                  | 1:14,72              | 27.                  | 2:27,49              | +18,14               |
| 30.                                                                | 73 | Albin Tahiri            | Kosovo                 | 1:13,42              | 37.                  | 1:16,43              | 29.                  | 2:29,85              | +20,50               |
| 31.                                                                | 72 | Michael Poettoz         | Kolumbie               | 1:12,83              | 36.                  | 1:17,19              | 30.                  | 2:30,02              | +20,67               |
| 32.                                                                | 71 | Alexandru Ștefănescu    | Rumunsko               | 1:14,20              | 38.                  | 1:19,01              | 33.                  | 2:33,21              | +23,86               |
| 33.                                                                | 78 | Sü Ming-fu              | Čína                   | 1:15,96              | 41.                  | 1:17,26              | 31.                  | 2:33,22              | +23,87               |
| 34.                                                                | 61 | Márton Kékesi           | Maďarsko               | 1:14,47              | 39.                  | 1:19,07              | 34.                  | 2:33,54              | +24,19               |
| 35.                                                                | 77 | Rodolfo Dickson         | Mexiko                 | 1:17,32              | 43.                  | 1:17,27              | 32.                  | 2:34,59              | +25,24               |
| 36.                                                                | 87 | Čang Jang-ming          | Čína                   | 1:15,66              | 40.                  | 1:19,51              | 35.                  | 2:35,17              | +25,82               |
| 37.                                                                | 67 | Ricardo Brancal         | Portugalsko            | 1:16,83              | 42.                  | 1:20,57              | 36.                  | 2:37,40              | +28,05               |
| 38.                                                                | 74 | Nicola Zanon            | Thajsko                | 1:17,53              | 44.                  | 1:20,83              | 37.                  | 2:38,36              | +29,01               |
| 39.                                                                | 88 | Shannon-Ogbnai Abeda    | Eritrea                | 1:17,95              | 46.                  | 1:22,50              | 41.                  | 2:40,45              | +31,10               |
| 40.                                                                | 89 | William Flaherty        | Portoriko              | 1:20,16              | 48.                  | 1:21,26              | 38.                  | 2:41,42              | +32,07               |
| 41.                                                                | 69 | Eldar Salihović         | Černá Hora             | 1:18,84              | 47.                  | 1:22,70              | 42.                  | 2:41,54              | +32,19               |
| 42                                                                 | 66 | Yianno Kouyoumdjian     | Kypr                   | 1:20,66              | 50.                  | 1:21,85              | 39.                  | 2:42,51              | +33,16               |
| 43.                                                                | 75 | Berkin Usta             | Turecko                | 1:17,91              | 45.                  | 1:24,81              | 43.                  | 2:42,72              | +33,37               |
| 44.                                                                | 81 | Fayik Abdi              | Saúdská Arábie         | 1:21,44              | 51.                  | 1:25,41              | 45.                  | 2:46,85              | +37,50               |
| 45.                                                                | 85 | Arif Khan               | Indie                  | 1:22,35              | 53.                  | 1:24,89              | 44.                  | 2:47,24              | +37,89               |
| 46.                                                                | 83 | Benjamin Alexander      | Jamajka                | 1:37,94              | 54.                  | 1:40,58              | 46.                  | 3:18,52              | +1:09,17             |
| —                                                                  | 2  | Luca De Aliprandini     | Itálie                 | 1:03,42              | 6.                   | nedojel do cíle      | nedojel do cíle      | nedojel do cíle      | nedojel do cíle      |
| —                                                                  | 7  | Manuel Feller           | Rakousko               | 1:03,67              | 7.                   | nedojel do cíle      | nedojel do cíle      | nedojel do cíle      | nedojel do cíle      |
| —                                                                  | 14 | Lucas Braathen          | Norsko                 | 1:04,20              | 12.                  | nedojel do cíle      | nedojel do cíle      | nedojel do cíle      | nedojel do cíle      |
| —                                                                  | 26 | Mattias Rönngren        | Švédsko                | 1:04,48              | 13.                  | nedojel do cíle      | nedojel do cíle      | nedojel do cíle      | nedojel do cíle      |
| —                                                                  | 37 | Andrej Drukarov         | Litva                  | 1:05,78              | 20.                  | nedojel do cíle      | nedojel do cíle      | nedojel do cíle      | nedojel do cíle      |
| —                                                                  | 55 | Emir Lokmić             | Bosna a Hercegovina    | 1:08,00              | 29.                  | nedojel do cíle      | nedojel do cíle      | nedojel do cíle      | nedojel do cíle      |
| —                                                                  | 79 | Yohan Goutt Goncalves   | Východní Timor         | 1:21,52              | 52.                  | nedojel do cíle      | nedojel do cíle      | nedojel do cíle      | nedojel do cíle      |
| —                                                                  | 82 | Matteo Gatti            | San Marino             | 1:20,40              | 49.                  | diskvalifikován      | diskvalifikován      | diskvalifikován      | diskvalifikován      |
| —                                                                  | 9  | Alexander Schmid        | Německo                | nedojel do cíle      | nedojel do cíle      | nedojel do cíle      | nedojel do cíle      | nedojel do cíle      | nedojel do cíle      |
| —                                                                  | 11 | Justin Murisier         | Švýcarsko              | nedojel do cíle      | nedojel do cíle      | nedojel do cíle      | nedojel do cíle      | nedojel do cíle      | nedojel do cíle      |
| —                                                                  | 15 | Loïc Meillard           | Švýcarsko              | nedojel do cíle      | nedojel do cíle      | nedojel do cíle      | nedojel do cíle      | nedojel do cíle      | nedojel do cíle      |
| —                                                                  | 19 | Rasmus Windingstad      | Norsko                 | nedojel do cíle      | nedojel do cíle      | nedojel do cíle      | nedojel do cíle      | nedojel do cíle      | nedojel do cíle      |
| —                                                                  | 21 | Atle Lie McGrath        | Norsko                 | nedojel do cíle      | nedojel do cíle      | nedojel do cíle      | nedojel do cíle      | nedojel do cíle      | nedojel do cíle      |
| —                                                                  | 24 | Cyprien Sarrazin        | Francie                | nedojel do cíle      | nedojel do cíle      | nedojel do cíle      | nedojel do cíle      | nedojel do cíle      | nedojel do cíle      |
| —                                                                  | 27 | Ryan Cochran-Siegle     | Spojené státy americké | nedojel do cíle      | nedojel do cíle      | nedojel do cíle      | nedojel do cíle      | nedojel do cíle      | nedojel do cíle      |
| —                                                                  | 28 | Alexandr Andrijenko     | Sportovci ROV          | nedojel do cíle      | nedojel do cíle      | nedojel do cíle      | nedojel do cíle      | nedojel do cíle      | nedojel do cíle      |
| —                                                                  | 30 | Ivan Kuzněcov           | Sportovci ROV          | nedojel do cíle      | nedojel do cíle      | nedojel do cíle      | nedojel do cíle      | nedojel do cíle      | nedojel do cíle      |
| —                                                                  | 31 | Sam Maes                | Belgie                 | nedojel do cíle      | nedojel do cíle      | nedojel do cíle      | nedojel do cíle      | nedojel do cíle      | nedojel do cíle      |
| —                                                                  | 34 | Samu Torsti             | Finsko                 | nedojel do cíle      | nedojel do cíle      | nedojel do cíle      | nedojel do cíle      | nedojel do cíle      | nedojel do cíle      |
| —                                                                  | 36 | Jung Dong-hyun          | Jižní Korea            | nedojel do cíle      | nedojel do cíle      | nedojel do cíle      | nedojel do cíle      | nedojel do cíle      | nedojel do cíle      |
| —                                                                  | 39 | Tommaso Sala            | Itálie                 | nedojel do cíle      | nedojel do cíle      | nedojel do cíle      | nedojel do cíle      | nedojel do cíle      | nedojel do cíle      |
| —                                                                  | 40 | Jan Zabystřan           | Česko                  | nedojel do cíle      | nedojel do cíle      | nedojel do cíle      | nedojel do cíle      | nedojel do cíle      | nedojel do cíle      |
| —                                                                  | 41 | Dries Van den Broecke   | Belgie                 | nedojel do cíle      | nedojel do cíle      | nedojel do cíle      | nedojel do cíle      | nedojel do cíle      | nedojel do cíle      |
| —                                                                  | 42 | Luke zimnís             | Spojené státy americké | nedojel do cíle      | nedojel do cíle      | nedojel do cíle      | nedojel do cíle      | nedojel do cíle      | nedojel do cíle      |
| —                                                                  | 44 | Alex Vinatzer           | Itálie                 | nedojel do cíle      | nedojel do cíle      | nedojel do cíle      | nedojel do cíle      | nedojel do cíle      | nedojel do cíle      |
| —                                                                  | 45 | Michał Jasiczek         | Polsko                 | nedojel do cíle      | nedojel do cíle      | nedojel do cíle      | nedojel do cíle      | nedojel do cíle      | nedojel do cíle      |
| —                                                                  | 47 | Tormis Laine            | Estonsko               | nedojel do cíle      | nedojel do cíle      | nedojel do cíle      | nedojel do cíle      | nedojel do cíle      | nedojel do cíle      |
| —                                                                  | 48 | Linus Straßer           | Německo                | nedojel do cíle      | nedojel do cíle      | nedojel do cíle      | nedojel do cíle      | nedojel do cíle      | nedojel do cíle      |
| —                                                                  | 50 | Tomás Birkner de Miguel | Argentina              | nedojel do cíle      | nedojel do cíle      | nedojel do cíle      | nedojel do cíle      | nedojel do cíle      | nedojel do cíle      |
| —                                                                  | 54 | Paweł Pyjas             | Polsko                 | nedojel do cíle      | nedojel do cíle      | nedojel do cíle      | nedojel do cíle      | nedojel do cíle      | nedojel do cíle      |
| —                                                                  | 56 | Soso Džafaridze         | Gruzie                 | nedojel do cíle      | nedojel do cíle      | nedojel do cíle      | nedojel do cíle      | nedojel do cíle      | nedojel do cíle      |
| —                                                                  | 59 | Denni Xhepa             | Albánie                | nedojel do cíle      | nedojel do cíle      | nedojel do cíle      | nedojel do cíle      | nedojel do cíle      | nedojel do cíle      |
| —                                                                  | 62 | Adrian Yung             | Hongkong               | nedojel do cíle      | nedojel do cíle      | nedojel do cíle      | nedojel do cíle      | nedojel do cíle      | nedojel do cíle      |
| —                                                                  | 63 | Asa Miller              | Filipíny               | nedojel do cíle      | nedojel do cíle      | nedojel do cíle      | nedojel do cíle      | nedojel do cíle      | nedojel do cíle      |
| —                                                                  | 64 | Ioannis Antoniou        | Řecko                  | nedojel do cíle      | nedojel do cíle      | nedojel do cíle      | nedojel do cíle      | nedojel do cíle      | nedojel do cíle      |
| —                                                                  | 65 | Zachar Kučin            | Kazachstán             | nedojel do cíle      | nedojel do cíle      | nedojel do cíle      | nedojel do cíle      | nedojel do cíle      | nedojel do cíle      |
| —                                                                  | 68 | Richardson Viano        | Haiti                  | nedojel do cíle      | nedojel do cíle      | nedojel do cíle      | nedojel do cíle      | nedojel do cíle      | nedojel do cíle      |
| —                                                                  | 70 | Cesar Arnouk            | Libanon                | nedojel do cíle      | nedojel do cíle      | nedojel do cíle      | nedojel do cíle      | nedojel do cíle      | nedojel do cíle      |
| —                                                                  | 76 | Carlos Maeder           | Ghana                  | nedojel do cíle      | nedojel do cíle      | nedojel do cíle      | nedojel do cíle      | nedojel do cíle      | nedojel do cíle      |
| —                                                                  | 80 | Yassine Aouich          | Maroko                 | nedojel do cíle      | nedojel do cíle      | nedojel do cíle      | nedojel do cíle      | nedojel do cíle      | nedojel do cíle      |
| —                                                                  | 86 | Mathieu Neumuller       | Madagaskar             | nedojel do cíle      | nedojel do cíle      | nedojel do cíle      | nedojel do cíle      | nedojel do cíle      | nedojel do cíle      |
| —                                                                  | 46 | Michel Macedo           | Brazílie               | nenastoupil na start | nenastoupil na start | nenastoupil na start | nenastoupil na start | nenastoupil na start | nenastoupil na start |
| —                                                                  | 84 | Harutjun Harutjunjan    | Arménie                | nenastoupil na start | nenastoupil na start | nenastoupil na start | nenastoupil na start | nenastoupil na start | nenastoupil na start |
| P – pořadí, SČ – startovní číslo                                   |    |                         |                        |                      |                      |                      |                      |                      |                      |
| První kolo začalo v 10.15 hodin (UTC+8) a druhé pak v 15.00 hodin. |    |                         |                        |                      |                      |                      |                      |                      |                      |